# 奥田健太郎
奥田 健太郎（おくだ けんたろう、1963年11月7日 - ）は、日本の実業家。野村ホールディングス株式会社取締役兼代表執行役社長グループCEO、野村證券代表取締役社長。

## 来歴
埼玉県出身。埼玉県立浦和高等学校を経て、慶應義塾大学経済学部卒業。ペンシルベニア大学ウォートン・スクール修了(MBA)。
1987年4月、大学卒業後、野村證券株式会社（現、野村ホールディングス株式会社）に入社。同社経営企画部長兼野村ホールディング株式会社経営企画部長、企業情報部長、執行役員(インベストメント・バンキング担当)、野村ホールディング株式会社執行役グループCo-COO兼米州地域ヘッド（ニューヨーク駐在）、野村ホールディング株式会社執行役副社長 グループCo-COO などを歴任。2020年4月、野村ホールディングス代表執行役社長グループCEOに就任。2020年6月より野村ホールディングス株式会社取締役兼代表執行役社長グループCEO（野村證券株式会社代表取締役を兼務）。2021年6月より野村ホールディングス株式会社取締役兼代表執行役社長グループCEO（野村證券株式会社代表取締役社長を兼務）。

## 経歴
- 1987年（昭和62年） 4月 - 慶應義塾大学経済学部 卒業後、野村證券株式会社（現、野村ホールディングス株式会社）入社
- 2006年（平成18年） 4月 - 野村證券株式会社 企業金融四部長
- 2007年（平成19年） 7月 - 同 経営企画部長 兼 野村ホールディングス株式会社 経営企画部長
- 2008年（平成20年） 6月 - 同 企業情報部長
- 2010年（平成22年） 4月 - 同 執行役員インベストメント・バンキング担当
- 2012年（平成24年）
  - 4月 - 同 常務 インベストメント・バンキング担当
  - 8月 - 野村ホールディングス株式会社 常務 インベストメント・バンキング・ジョイント・ヘッド、野村證券株式会社 常務 インベストメント・バンキング担当
  - 9月 - 野村ホールディングス株式会社 常務 インベストメント・バンキング・ヘッド、野村證券株式会社 常務 インベストメント・バンキング担当
- 2013年（平成25年） 4月 - 野村ホールディングス株式会社 執行役員 インベストメント・バンキング・ヘッド、野村證券株式会社 常務 インベストメント・バンキング担当
- 2015年（平成27年） 4月 - 野村ホールディングス株式会社 執行役員 インベストメント・バンキング・ヘッド、野村證券株式会社 専務 インベストメント・バンキング担当
- 2016年（平成28年） 4月 - 野村ホールディングス株式会社 執行役員 ホールセール共同部長兼インベストメント・バンキング・ヘッド、野村證券株式会社 執行役兼専務 インベストメント・バンキング担当
- 2017年（平成29年） 4月 - 野村ホールディングス株式会社 執行役員 米州地域ヘッド（ニューヨーク駐在）、野村證券株式会社 専務
- 2018年（平成30年） 4月 - 野村ホールディングス株式会社 執行役 グループCo-COO兼米州地域ヘッド（ニューヨーク駐在）、野村證券株式会社 取締役兼執行役副社長
- 2019年（平成31年） 4月 - 野村ホールディングス株式会社 執行役副社長 グループCo-COO
- 2020年（令和02年） 
  - 4月 - 野村ホールディングス株式会社 代表執行役社長 グループCEO、野村證券株式会社 代表取締役
  - 6月 - 野村ホールディングス株式会社 取締役兼代表執行役社長 グループCEO、野村證券株式会社 代表取締役
- 2021年（令和03年） 6月 - 野村ホールディングス株式会社 取締役兼代表執行役社長 グループCEO、野村證券株式会社 代表取締役社長

## 人物
- 無類のサッカー好きで、かつては浦和レッズの年間シートを個人で10年間保有していた[3]。
- 2021年“今年の顔”として「Forbes JAPAN 100」に選出される[4]。